# Condado de Rockcastle
El condado de Rockcastle (en inglés: Rockcastle County), fundado en 1810, es uno de 120 condados del estado estadounidense de Kentucky. En el año 2000, el condado tenía una población de 16,582 habitantes y una densidad poblacional de 20 personas por km². La sede del condado es Mount Vernon.

## Geografía
Según la Oficina del Censo, el condado tiene un área total de 824 km² (318,1 mi²), de la cual 821 km² (317 mi²) es tierra y 3 km² (1,2 mi²) (0.17%) es agua.

### Condados adyacentes
- Condado de Garrard (norte)
- Condado de Madison (noreste)
- Condado de Jackson (este)
- Condado de Laurel (sureste)
- Condado de Pulaski (suroeste)
- Condado de Lincoln (oeste)

## Demografía
Según la Oficina del Censo en 2000, los ingresos medios por hogar en el condado eran de $28,055, y los ingresos medios por familia eran $34,338. Los hombres tenían unos ingresos medios de $26,777 frente a los $20,104 para las mujeres. La renta per cápita para el condado era de $13,183. Alrededor del 21.30% de la población estaban por debajo del umbral de pobreza.

## Localidades
- Brodhead
- Livingston
- Mount Vernon